# حوض أيتكين
حوض أيتكين (القطب الجنوبي) هو فوهة صدمية على القمر يَبلغ قطرها 2,500 كيلومتر تقريباً وعمقها 13 كم، وهي واحدة من أكبر الفوهات الصدمية المَعروفة في النظام الشمسي كله. وهي أضخم وأعمق وأقدم حوض معروف على القمر. سُمي هذا الحوض القمريّ باسمه نسبة إلى معْلَمين تضاريسيّين يَقعان على الجانب المُقابل من القمر، وهما فوهة أيتكين عند نهايتها الشمالية والقطب القمريّ الجنوبيّ عند النهاية الأخرى. يُمكن أن ترى الحافة الخارجية لهذا الحوض من الأرض كسلسلة جبلية ضخمة تقع على الحافة الجنوبية للقمر، وأحياناً ما تسمى هذه بـ"جبال لييْبنتز"، مع أن الاتحاد الفلكي الدولي لم يَعتبره اسماً رسمياً بعد.

## الاكتشاف
اشتبه بوُجود حوض عملاق على الجانب البعيد من القمر منذ عام 1962 بناءً على الصور التي أرسلها مسبارا لونا 3 وزوند 3، لكن لم يُدرك الجيولوجيون حجمه الحقيقيّ حتى قام البرنامج المداري القمري بتصوير شامل لسطح القمر في أواسط الستينيات. أظهرت معلومات مقياس الارتفاع الليزيري التي حصل عليها رحلتا أبولو رقم 15 و16 أن الجزء الشماليّ من هذا الحوض عميق جداً، لكن بما أن الحصول على هذه المعلومات لم يَكن متاحاً إلا في الأراضي التي تقع تحت مركبة القيادة ووحدة الخدمة المداريّين مباشرة وعند الأراضي القريبة من خط الاستواء فقط فقد ظلت طوبوغرافية بقية الحوض غير معروفة. ومرّت بعد ذلك عدة سنوات حتى نشر مسح الولايات المتحدة الأمريكية الجيولوجي أول خريطة جيولوجية كاملة تظهر أغوار هذا الحوض في عام 1978. ومع هذا فلم يَكن يَعرف العلماء سوى معلومات قليلة عن هذا الحوض حتى التسعينيات عندما زارت مركبتا غاليليو وكلِمِنتاين القمر قبل إكمال طريقهما. وقد أظهرت الصور مُتعددة الأطياف التي التقطتها هاتان الرحلتان أن الحوض يَحتوي أكسيد الحديد الثنائي وثنائي أكسيد التيتانيوم بنسب أعلى من المُرتفعات القمرية النموذجية، ولهذا فهو يَبدو مُظلماً أكثر. أعدت أولى الخرائط الطوبوغرافية الكاملة للحوض باستخدام معلومات مقياس الارتفاع وتحاليل الصور المُجسمة التي التطقتها رحلة كلمنتاين. وحديثاً جداً، دُرس التركيب الكيميائي لحوض أيتكين بدقة أكبر باستخدام تحليلات المعلومات التي حصل عليها العُلماء من مطياف أشعة غاما الذي حملته رحلة المنقب القمري.

## الخصائص الفيزيائية

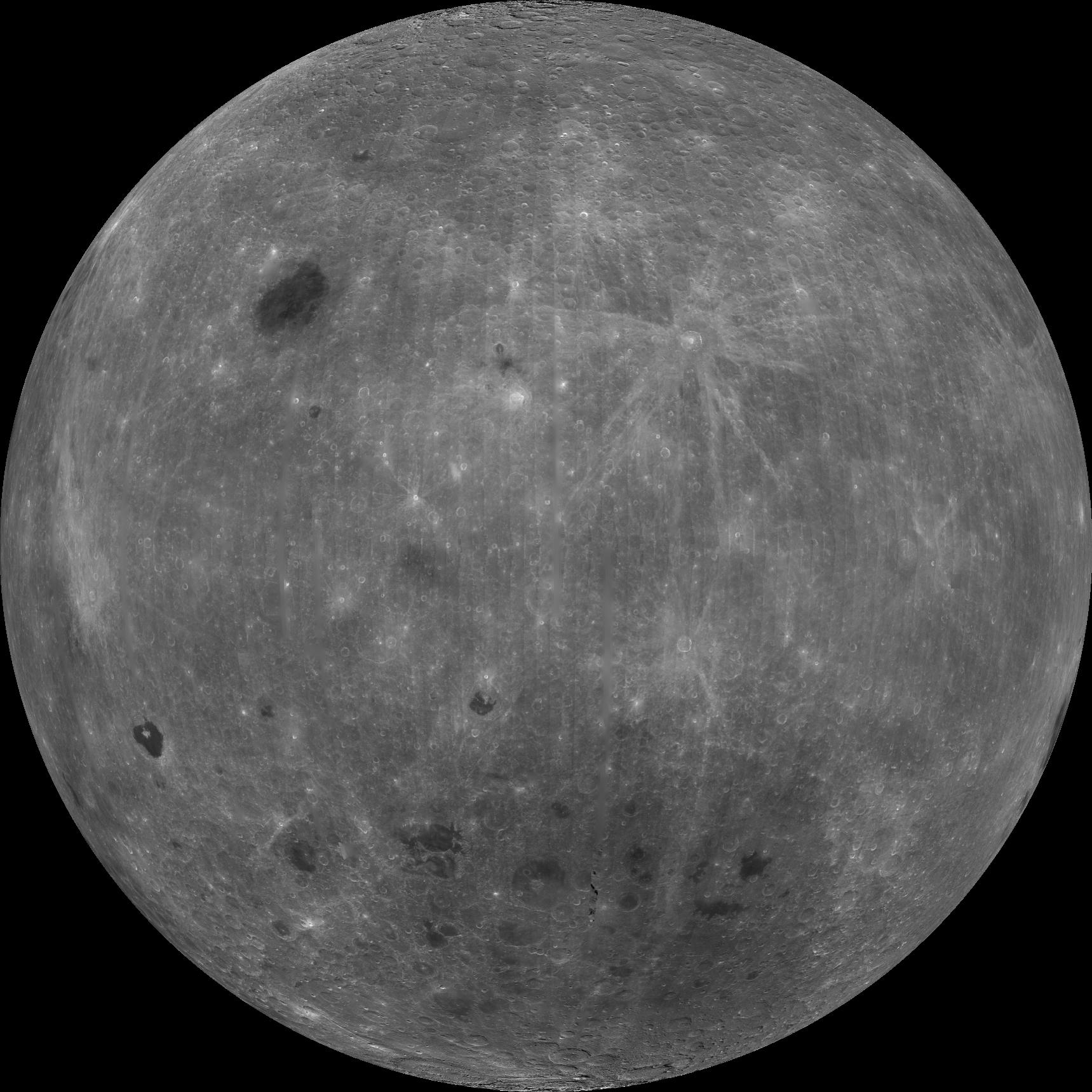
صورة تظهر الجانب البعيد من القمر، وحوض أيتكين هو المساحة الأكثر إظلاماً بقليل التي تقع عند الحافة السفلية للصورة.

حوض أيتكين هو أقدم وأعمق وأكبر حوض معروف على القمر. تقع أخفض المناطق على القمر (حوالي -6 كيلومترات) ضمن حوض أيتكين، أما أعلاها (حوالي +8 كم) فهي مَوجودة عند الحافة الشمالية الشرقية لهذا الحوض. وبسبب حجم حوض أيتكين الهائل فيُعتقد أن القشرة القمرية في موقعه أرق من ثخنها النموذجيّ في باقي القمر كنتيجة للكم الضخم من المواد التي حُفرت أثناء الاصطدام. تظهر خرائط ثخن القشرة القمرية التي أعدت باستخدام طوبوغرافية القمر ومجاله الجذبي أن ثخن الأرض تحت قاع هذا الحوض يَبلغ حوالي 15 كيلومتر، بينما المتوسط على بقية القمر هو حوالي 50 كيلومتر.